# Зогалбулаг
Зогалбулаг (азерб. Zoğalbulaq); ранее — Трахтик (азерб. Traxtik) — село в административно-территориальном округе села Азых Ходжавендского района Азербайджана.

## География
Село Зогалбулаг входит в состав Азыхского сельского административно-территориального округа Ходжавендского района, при этом в состав этого сельского административно-территориального округа входит также и село Азых, которое является центром этого сельского административно-территориального округа.

## История
В советские годы село называлост Трахтик и находилось в составе Азыхского (или Азохского) сельсовета Гадрутского района Нагорно-Карабахской автономной области Азербайджанской ССР.
2 сентября 1991 года на совместной сессии Нагорно-Карабахского областного и Шаумяновского районного Советов народных депутатов была принята Декларация о провозглашении Нагорно-Карабахской Республики в границах Нагорно-Карабахской автономной области (НКАО) и сопредельного Шаумяновского района Азербайджанской ССР.
26 ноября 1991 года Верховный Совет Азербайджанский Республики принял Закон "Об упразднении Нагорно-Карабахской автономной области Азербайджанской Республики". В этом Законе было постановлено помимо упразднения Нагорно-Карабахской Автономной Области (НКАО), в том числе также и переименование Мартунинского района в Ходжаведский, упразднение Гадрутского района и присоединение территории Гадрутского района в состав Ходжавендского района. Решением Милли Меджлиса Азербайджанской Республики № 428 от 29 декабря 1992 года село Трахтик было переименовано в Зогалбулаг. В настоящее время это село Зогалбулаг и находится в составе Азыхского сельского административно-территориального округа Ходжавендского района Азербайджана.
В результате Карабахской конфликта село в начале 1990-х годов года попало под контроль непризнанной Нагорно-Карабахской Республики (НКР). Согласно административно-территориальному делению непризнанной республики село располагалось в Гадрутском районе НКР и называлось Драхтик (арм. Դրախտիկ).
9 ноября 2020 года, в ходе Второй карабахской войны, Президент Азербайджана Ильхам Алиев объявил об освобождении села Зогалбулаг.